# Dance Aerobics
Dance Aerobics, släppt i Japan som Aerobics Studio (エ ア ロ ビ ス ジ オ Ear, Earobi Sutajio), är ett musikvideospel som publicerades i februari 1987 av Bandai som det tredje spelet i Bandais Family Trainer-serie. Den designades för användning med NES 3x4-dansmatta, Power Pad, vilket gör att den liknar rytmspelsgenren - en genre som senare skulle explodera till den vanliga spelmarknaden i slutet av 1990-talet. Dance Aerobics publicerades i Japan av Bandai och i Nordamerika av Nintendo.